# Benthophilus magistri
A Benthophilus magistri a sugarasúszójú halak (Actinopterygii) osztályának sügéralakúak (Perciformes) rendjébe, ezen belül a gébfélék (Gobiidae) családjába és a Benthophilinae alcsaládjába tartozó faj.

## Előfordulása
A Benthophilus magistri Ázsiában is és Európában is előfordul. Ázsiában a Kaszpi-tengerben, míg Európában az Azovi-tenger környékén található meg; pontosabban a Kubán folyó torkolatvidékétől, egészen a Taganrogi-öbölig.

## Megjelenése
Ez a hal legfeljebb 8,4 centiméter hosszú. Fején nagyjából egyforma méretűek a dudorok. Testét, sűrűn apró dudorok borítják.

## Életmódja
A Benthophilus magistri mérsékelt övi gébféle, amely egyaránt megél az édes- és brakkvízben is. Fenéklakó hal, amely a homokba rejtőzve él. Tápláléka főleg puhatestűek, rákok és árvaszúnyoglárvák. Körülbelül egy évig él.

## Szaporodása
A nőstény körülbelül 2-3 különböző üres kagyló- vagy csigaházba rakja le ikráit. Ívás után a felnőtt halak elpusztulnak.